# Saşa Yunisoğlu
Saşa Yunis oğlu Məmmədov (ros. Александр Юнисович Мамедов, Aleksandr Junisowicz Mamiedow; ur. 18 grudnia 1985 w Mikołajowie) – azerski piłkarz występujący na pozycji obrońcy, reprezentant Azerbejdżanu w latach 2004–2011.

## Kariera klubowa
W 2001 rozpoczął karierę piłkarską w FK Şərur. Potem był piłkarzem takich klubów jak: Xəzər Universiteti Baku, Neftçi PFK, Bakili Baku oraz MKT-Araz Imiszli. Od lata 2007 do 2008 grał w zespole Dyskobolii Grodzisk Wielkopolski. Po fuzji Groclinu z Polonią Warszawa stał się zawodnikiem klubu z Konwiktorskiej. W 2009 roku przeszedł do Bakı FK. Latem 2010 zmienił klub na FK Qəbələ. Po dwóch latach przeniósł się do Neftçi PFK. Następnie grał w AZAL PFK Baku, Denizlisporze, Arazie Nachiczewan, Rəvanie Baku i Səbail FK.

## Kariera reprezentacyjna
Od 2004 do 2011 występował w narodowej reprezentacji Azerbejdżanu.

## Sukcesy
Dyskobolia Grodzisk Wielkopolski
- Puchar Ekstraklasy: 2007/08

Bakı FK
- mistrzostwo Azerbejdżanu: 2008/09
- Puchar Azerbejdżanu: 2009/10

Neftçi PFK
- mistrzostwo Azerbejdżanu: 2012/13
- Puchar Azerbejdżanu: 2012/13